# Passerelle Marguerite
La passerelle Marguerite est un ouvrage désaffecté qui se situe au sud de La Foa, en Nouvelle-Calédonie.

## Description
La passerelle est un pont suspendu en acier avec haubans traversant la rivière La Foa. Elle mesure 48 mètres de long et 3 mètres de large.

## Histoire
Jusqu'à la construction de la passerelle Marguerite, l'accès par le sud au village de La Foa se faisait par un pont en bois construit en 1893 par les bagnards. Pour permettre le passage des automobiles, un nouveau pont est souhaité.
Le nouvel ouvrage a été conçu et réalisé par Albert Gisclard et Ferdinand Arnodin. La passerelle a été réalisée en métropole, à Châteauneuf-sur-Loire en 1907, avant d'être assemblée sur place en 1909. C'est Marguerite Richard, l'épouse du gouverneur de Nouvelle-Calédonie en poste au moment de sa construction qui coupe le ruban lors de son inauguration, le 25 juin 1909. La passerelle a été nommée en son honneur.
En 1927, des travaux de renforcement lui permettent de supporter des charges plus élevées. Cependant, usée par le temps, elle est désaffectée dans les années 1960 ; un pont en béton la remplace,.
Inscrite sur la liste des Monuments historiques le 13 novembre 1984, elle a été restaurée grâce à l'association Marguerite est accessible aux piétons depuis 1997.

## Philatélie
Un timbre à l'effigie de la passerelle Marguerite est émis par l'OPT en 1985.